# 1230 год
1230 (ты́сяча две́сти тридца́тый) год  по юлианскому календарю — невисокосный год, начинающийся во вторник. Это 1230 год нашей эры, 10‑й год 3‑го десятилетия XIII века 2‑го тысячелетия, 1‑й год 1230‑х годов. Он закончился 795 лет назад.
| Пн | Вт | Ср | Чт | Пт | Сб | Вс |
|    | 1  | 2  | 3  | 4  | 5  | 6  |
| 7  | 8  | 9  | 10 | 11 | 12 | 13 |
| 14 | 15 | 16 | 17 | 18 | 19 | 20 |
| 21 | 22 | 23 | 24 | 25 | 26 | 27 |
| 28 | 29 | 30 | 31 |    |    |    |

| Пн | Вт | Ср | Чт | Пт | Сб | Вс |
|    |    |    |    | 1  | 2  | 3  |
| 4  | 5  | 6  | 7  | 8  | 9  | 10 |
| 11 | 12 | 13 | 14 | 15 | 16 | 17 |
| 18 | 19 | 20 | 21 | 22 | 23 | 24 |
| 25 | 26 | 27 | 28 |    |    |    |

| Пн | Вт | Ср | Чт | Пт | Сб | Вс |
|    |    |    |    | 1  | 2  | 3  |
| 4  | 5  | 6  | 7  | 8  | 9  | 10 |
| 11 | 12 | 13 | 14 | 15 | 16 | 17 |
| 18 | 19 | 20 | 21 | 22 | 23 | 24 |
| 25 | 26 | 27 | 28 | 29 | 30 | 31 |

| Пн | Вт | Ср | Чт | Пт | Сб | Вс |
| 1  | 2  | 3  | 4  | 5  | 6  | 7  |
| 8  | 9  | 10 | 11 | 12 | 13 | 14 |
| 15 | 16 | 17 | 18 | 19 | 20 | 21 |
| 22 | 23 | 24 | 25 | 26 | 27 | 28 |
| 29 | 30 |    |    |    |    |    |

| Пн | Вт | Ср | Чт | Пт | Сб | Вс |
|    |    | 1  | 2  | 3  | 4  | 5  |
| 6  | 7  | 8  | 9  | 10 | 11 | 12 |
| 13 | 14 | 15 | 16 | 17 | 18 | 19 |
| 20 | 21 | 22 | 23 | 24 | 25 | 26 |
| 27 | 28 | 29 | 30 | 31 |    |    |

| Пн | Вт | Ср | Чт | Пт | Сб | Вс |
|    |    |    |    |    | 1  | 2  |
| 3  | 4  | 5  | 6  | 7  | 8  | 9  |
| 10 | 11 | 12 | 13 | 14 | 15 | 16 |
| 17 | 18 | 19 | 20 | 21 | 22 | 23 |
| 24 | 25 | 26 | 27 | 28 | 29 | 30 |

| Пн | Вт | Ср | Чт | Пт | Сб | Вс |
| 1  | 2  | 3  | 4  | 5  | 6  | 7  |
| 8  | 9  | 10 | 11 | 12 | 13 | 14 |
| 15 | 16 | 17 | 18 | 19 | 20 | 21 |
| 22 | 23 | 24 | 25 | 26 | 27 | 28 |
| 29 | 30 | 31 |    |    |    |    |

| Пн | Вт | Ср | Чт | Пт | Сб | Вс |
|    |    |    | 1  | 2  | 3  | 4  |
| 5  | 6  | 7  | 8  | 9  | 10 | 11 |
| 12 | 13 | 14 | 15 | 16 | 17 | 18 |
| 19 | 20 | 21 | 22 | 23 | 24 | 25 |
| 26 | 27 | 28 | 29 | 30 | 31 |    |

| Пн | Вт | Ср | Чт | Пт | Сб | Вс |
|    |    |    |    |    |    | 1  |
| 2  | 3  | 4  | 5  | 6  | 7  | 8  |
| 9  | 10 | 11 | 12 | 13 | 14 | 15 |
| 16 | 17 | 18 | 19 | 20 | 21 | 22 |
| 23 | 24 | 25 | 26 | 27 | 28 | 29 |
| 30 |    |    |    |    |    |    |

| Пн | Вт | Ср | Чт | Пт | Сб | Вс |
|    | 1  | 2  | 3  | 4  | 5  | 6  |
| 7  | 8  | 9  | 10 | 11 | 12 | 13 |
| 14 | 15 | 16 | 17 | 18 | 19 | 20 |
| 21 | 22 | 23 | 24 | 25 | 26 | 27 |
| 28 | 29 | 30 | 31 |    |    |    |

| Пн | Вт | Ср | Чт | Пт | Сб | Вс |
|    |    |    |    | 1  | 2  | 3  |
| 4  | 5  | 6  | 7  | 8  | 9  | 10 |
| 11 | 12 | 13 | 14 | 15 | 16 | 17 |
| 18 | 19 | 20 | 21 | 22 | 23 | 24 |
| 25 | 26 | 27 | 28 | 29 | 30 |    |

| Пн | Вт | Ср | Чт | Пт | Сб | Вс |
|    |    |    |    |    |    | 1  |
| 2  | 3  | 4  | 5  | 6  | 7  | 8  |
| 9  | 10 | 11 | 12 | 13 | 14 | 15 |
| 16 | 17 | 18 | 19 | 20 | 21 | 22 |
| 23 | 24 | 25 | 26 | 27 | 28 | 29 |
| 30 | 31 |    |    |    |    |    |

## События

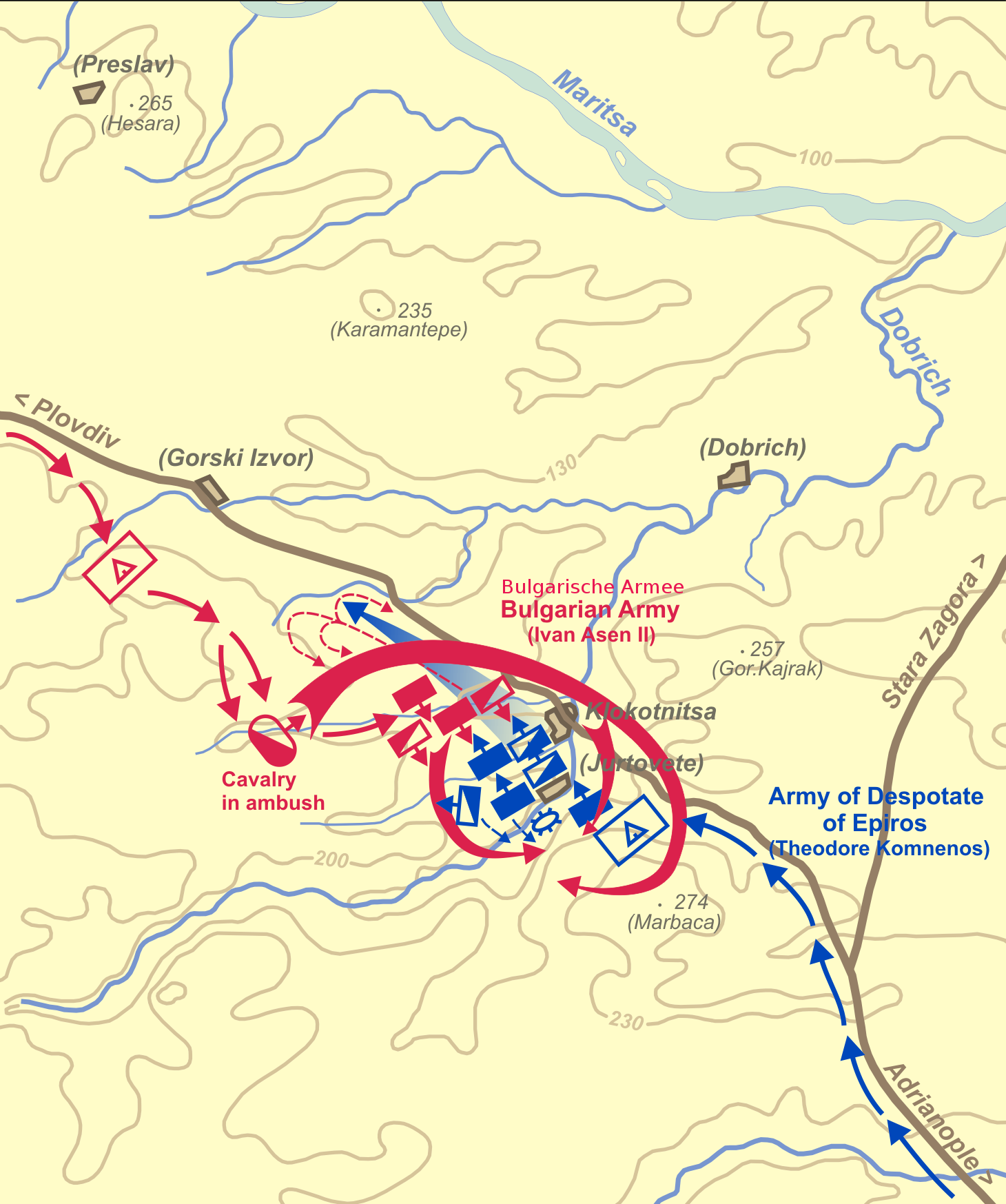
Битва при Клокотнице

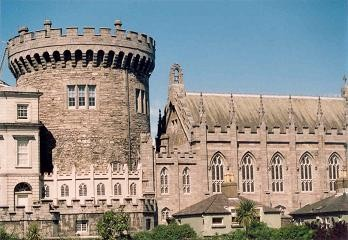
Дублинский замок, построенный в 1230 году

- 1228—1230 — закончилась Война ключей. Первый вооружённый конфликт между императором Священной Римской империи Фридрихом II и папством[1].
- 1228—1231 — завоевание Мальорки находившегося в руках мусульман острова Мальорка королём Арагона Хайме I. Захват привёл к созданию королевства Мальорка, впоследствии распространившего свою власть на все Балеарские острова[2].
- 9 марта — Фессалоникский император Феодор Комнин Дука потерпел поражение в битве при Клокотнице (совр. Семидже) от войск царя Ивана II Асеня, которому оказала существенную помощь половецкая конница. Феодор попал в плен. Будучи сначала милостиво принят Асенем, он впоследствии был им ослеплён. Болгарскому царству отошли владения Фессалоникской империи во Фракии с городами Адрианополь, Дидимотика, Серры до Фессалоник. На престол Фессалоникской империи взошёл Мануил Комнин Дука[3].
- 24 июня—сентябрь — осада Хаэна силами Королевства Кастилия под командованием Фердинанда III Кастильского против обороняющейся тайфы Хаэн (جيان). Битва привела к победе мавров после ухода кастильцев и отказа от осады сразу после смерти короля Леона Альфонсо IX[4].
- 10—12 августа — Битва при Яссичемене: войска Румского султаната во главе с Кей-Кубадой нанесли поражение последнему шаху Хорезма Джалал ад-Дину Менгуберди.
- Взятие Мериды и Бадахоса Альфонсо IX Леонским. Смерть короля Леона. Объединение Леона и Кастилии.
- К 1230 — Крестовые походы в Восточную Европу привели к покорению и обращения в христианство племена ливов, эстов, латгалов, селов, куршей, которые не смогли противостоять крестоносцам в сражениях[5].
- С 1230 — начало завоевания Пруссии Тевтонским орденом. Великий магистр ордена Герман фон Зальца и ландмейстер Герман фон Бальк организовали ряд крестовых походов в Восточную Европу. Тевтонские рыцари вторглись в Хелминскую землю (см. 1236 год)[5].
- Основание Великого княжества Литовского.
- Английский король Генрих III высадился на побережье герцогства Бретани, пытаясь вернуть себе утраченные владения Плантагенетов на территории Франции.

### Монгольская империя
- 1211—1234 — Монгольско-цзиньская война[6].
- 1220—1234 — Башкирско-монгольская война[7].
- 1223—1240 — Монгольское завоевание Волжской Булгарии[8].
- 1229—1231 — монгольское завоевание Ирана. Монгольская армия под командованием Чормогана совершила успешное вторжение в Иран, что привело к разрушению важнейших городов и установлению монгольского контроля над регионом[9].
  - Войска под командованием Чормаган-нойона направлены в Иран против Джелал ад-Дина Манкбурны.

## Русь
Правление: 1223—1236 — Владимир Рюрикович
- 17 февраля — киевский митрополит Кирилл I рукоположил в сан священника, прибывшего к нему в 1229 году инока новгородского Юрьева монастыря — Спиридона[10].
- 24 февраля — митрополит Кирилл I поставил Спиридона в архиепископа Новгородского, избранный на новгородскую кафедру в Великом Новгороде[10].
- Март (?) — Даниил Романович получает приглашение от галичан занять галичский стол[11].
- Даниил Галицкий посылает войско во главе с тысяцким Демьяном против боярина Судислава, сторонника венгров, а сам устремляется к Галичу, который он занял после продолжительной осады[11].
- 1230 — 1232 — Даниил Романович второй раз становится галицким князем[12].
- Неудачная попытка венгров отбить Галич у Даниила Романовича войском сына и сопровителя короля Андрея II, будущего венгерского короля Белы IV[11][12].
- 3 мая — митрополит Кирилл I вместе с князем Владимиром Рюриковичем и киевлянами присутствовали на праздничной службе в Успенской церкви Киево-Печерского монастыря в день памяти преподобного Феодосия Печерского. В этот день произошло землетрясение, в результате которого церковь треснула и раскололась на части[10].
- Май — в старинных русских летописях содержатся сведения о сильном землетрясении 3 (10) мая 1230 года[13][14][15]. Землетрясения наблюдали в Киеве, Переяславле, Владимире, Новгороде. В Киево-Печерской лавре, которая находится в Киеве, церковь св. Богородицы распалась на четыре части. Одновременно рухнула трапезная, где были приготовлены на обед яства и питие. В Переяславле Русском церковь святого Михаила распалась на две части.
- Обострился конфликт Михаила Всеволодовича и переяславского князя Ярослава Всеволодовича, который собирался предпринять военный поход против него[16].
- Владимир Рюрикович совместно с Михаилом Всеволодовичем направляет представительное посольство во Владимир на Клязьме к Юрию Всеволодовичу, прося князя примирить их с Ярославом Всеволодовичем[17].
- Митрополит Кирилл I отправился в Северо-Западную Русь для предотвращения очередной междоусобной войны, готовой вспыхнуть между Ярославом Всеволодовичем и Михаилом Всеволодовичем. В поездке во Владимир его сопровождали черниговский епископ Порфирий II (представлял интересы черниговских князей), а также игумена киевского Преображенского на Берестове монастыря Пётр Акерович. Митрополиту при содействии Юрия Всеволодовича удалось примирить князей. Юрий и Ярослав щедро одарили иерархов получив благославление (договорённость не помешала Ярославу начать в 1231 году военные действия против Михаила)[10][18].
- Декабрь — Михаил Всеволодович приезжает в Великий Новгород на постриги своего малолетнего сына Ростислава, где ссорится с новгородцами, в результате чего оба изгнаны из города[17].
- 08.12.1230— 1236 — Ярослав Всеволодович примирился с новгородцами в четвёртый раз 30 декабря становится новгородским князем, где княжил сын Михаила Всеволодовича — Ростислав Михайлович. Однако пробыв в городе две недели, он возвращается в Переяславль-Залесский, оставив на княжении сыновей Фёдора и Александра Ярославичей (в то время в Новгороде свирепствовали страшный голод и мор). Эта вражда заполняет весь остаток жизни обоих князей[16][19][20].
- Лаврентьевская летопись сообщает, что Святослав Всеволодович велел снести церковь Святого Юрия (в г. Юрьеве-Польском), которую построил его дед Юрий (Юрий Долгорукий), но к тому времени обветшала. В. Н. Татищев же добавил о постройке на том месте новой церкви — Георгиевского собора. Мастером при этом был булгарин.
- Юрий Всеволодович женит своего сына Всеволода Юрьевича на дочери киевского князя Владимира Рюриковича[21].
- В этом году было очень много экстремальных природных явлений. Наблюдалась одна из самых продолжительных группировок особо опасных природных явлений: многолетние засухи, которые сменились годами чрезвычайной увлажнённости. Всё это обусловило 17 голодных лет на Руси.  На Руси дожди шли с марта до конца июля.
  - 1230—1232 — большая часть населения Смоленска погибла во время эпидемии[22].

- 1230—1234 — Долгорукий Юрий Владимирович (ум. 1157) в Юрьеве-Польском на городище построил Георгиевский собор. На его месте в эти года возведён новый Георгиевский собор[23].

## Начало правления
См.также: Список глав государств в 1230 году
- 1230—1252 — король Леона Фердинанд III Кастильский.
- 1230—1253 — король Чехии Вацлав I (1205—1253).
- 1230—1264 — великий князь Литвы Миндовг.
- Герцогом Австрии стал Фридрих II Воитель.
- 1230—1255 — царь Мали Сундьятта (Мари Джата I), потомок Мусы Кеиты.

## Природные явления
- 14 мая — наблюдалось полное солнечное затмение[24]
- Почти вся Европа охвачена ненастьем. Холод. Дожди.

## Наука
- Арабский астроном ал-Марракуши создал каталог из 240 звёзд.[25].

## Родились
См. также: Категория:Родившиеся в 1230 году
- Яков Ворагинский — монах-доминиканец, итальянский духовный писатель.
- Кресценций, Петрус — болонский сенатор.
- Гвиницелли, Гвидо — крупнейший из поэтов Италии.
- Адам де ла Аль — французский трувер.

## Скончались
См. также: Категория:Умершие в 1230 году
- 28 июля — Леопольд VI (герцог Австрии).
- 24 сентября — Альфонсо IX Леонский (король Леона и Астурии).
- 9 декабря — Семён Борисович, новгородский посадник в 1219 г.
- Успак — король Островов.
- Кирилл I (епископ ростовский) — епископ Русской церкви.